# Francine Benoît
Francine Germaine Van Gool Benoît (* 30. Juli 1894 in Périgueux, Département Dordogne, Frankreich; † 27. Januar 1990 in Lissabon) war eine Musikerin, Musiklehrerin, Komponistin, Dirigentin und Musikkritikerin. Sie spielte eine aktive Rolle in portugiesischen feministischen Organisationen und war eine Gegnerin der Diktatur des Estado Novo. Sie wurde in Frankreich geboren, lebte aber die meiste Zeit ihres Lebens in Portugal und wurde 1929 als portugiesische Staatsbürgerin eingebürgert.

## Leben
Benoît wurde als Tochter einer belgischen Mutter und eines französischen Vaters in Frankreich geboren. Ihr Vater war Ingenieur und hatte seine Familie aufgrund seiner Arbeit bereits nach Algerien, Belgien, in die Schweiz und nach Spanien gebracht, als die Familie 1906 nach Portugal kam. Sie ließen sich in Setúbal nieder, wo ihr Vater Maschinen für eine Fischkonservenfabrik montierte. Sie erhielt ihren ersten Klavierunterricht von ihrer Mutter und nahm auch Privatunterricht, bevor sie an der Academia de Amadores de Música in Lissabon Klavier studierte. Später machte sie ihren Abschluss in Klavier und Harmonielehre am Escola Artística de Música do Conservatório Nacional  in Lissabon mit Auszeichnung, wo sie Schülerin von Alexandre Rey Colaço war. Anschließend kehrte Benoît nach Frankreich zurück, um zwischen 1917 und 1918 an der Schola Cantorum in Paris bei Vincent d’Indy Komposition zu studieren.
Zurück in Portugal wurde sie von Maria Rey Colaço eingeladen, den Chor Canto Coral de Lisboa zu dirigieren. Dies war die erste von vielen Chorgruppen, die Benoît leitete. Um ihre Mutter und sich selbst nach dem Tod ihres Vaters im Jahr 1914 zu unterstützen, arbeitete sie auch als Pianistin im Lissabonner Olympia-Kino und begleitete Stummfilme. Von 1920 bis 1931 unterrichtete sie an der Escola Oficina n.º1 in Lissabon. Diese Schule verfolgte einen weltlichen pädagogischen Ansatz im Land einführte, der auf Multidisziplinarität und kritisches Denken abzielte. Der Direktor war César Porto. Dessen Tochter Manuela Porto besuchte diese Schule, als Benoît dort unterrichtete.
Benoît erwarb 1929 die portugiesische Staatsbürgerschaft. Im Jahr 1932 gewann sie ein offenes Auswahlverfahren für die Stelle als Lehrerin für Solfège am Conservatório Nacional. Ihre Bewerbung und das gesamte Auswahlverfahren wurden jedoch mit der Begründung annulliert, dass Benoît die portugiesische Staatsbürgerschaft nicht seit mehr als fünf Jahren besaß, obwohl in den Regeln kein Hinweis darauf zu finden war, dass dies eine Voraussetzung war. Die Stelle wurde daraufhin erneut ausgeschrieben, mit einer Frist zwei Monate bevor sie die erforderlichen fünf Jahre erreicht hätte. Benoît selbst glaubte, dass ihre Schwierigkeiten politische Gründe hatten, da sie die politischen Ansichten des rechtsgerichteten Estado Novo, der 1926 an die Macht gekommen war, nicht teilte. Ab 1933 arbeitete sie mit dem Partido Comunista Português zusammen und war ein frühes Mitglied der Associação Feminina Portuguesa para a Paz („Portugiesische Frauenvereinigung für den Frieden“), leitete deren Kinderchor und hielt einen Vortrag auf einer Konferenz zum Thema „Moderne Musik“. Der Chor wurde 1947 gegründet und setzte sich aus den Kindern der Mitglieder zusammen. Sie probten sonntagmorgens und traten bei den vom Verein organisierten Festen auf.
Nach der Enttäuschung darüber, dass sie keine Stelle am Konservatorium bekam, erwarb sie ein Diplom, das es ihr ermöglichte, Solfège, Klavier, Komposition und Musikgeschichte zu unterrichten und Studierende auf die Aufnahme in das Konservatorium vorzubereiten. Als der Direktor der Academia de Amadores de Música starb, wurde sie eingeladen, seine Nachfolge als künstlerische Leiterin anzutreten, was erneut aus politischen Gründen nicht möglich war. Es gelang ihr jedoch, Lehraufträge an verschiedenen Schulen und Hochschulen zu erhalten, und sie gab bis zu ihrem Lebensende Privatunterricht. Zu ihren Schülern gehörten die Pianistin Maria João Pires und der Komponist Emmanuel Nunes. In Vorträgen behandelte sie ein breites Spektrum an Themen, darunter Biografien von Komponisten und andere Aspekte der Musikgeschichte. Ihr erster öffentlicher Vortrag im Jahr 1919 trug den Titel „Der gregorianische Gesang und die Formen, die er hervorbrachte“. Sie gestaltete auch Radiosendungen.
In den 1920er Jahren schlug Benoît auch eine Karriere als Musikkritikerin ein. Sie veröffentlichte zunächst in A Batalha, einer anarchosyndikalistischen Zeitschrift, und 1926 in der Tageszeitung A Informação. Im selben Jahr begann sie eine Zusammenarbeit mit der Abendzeitung Diário de Lisboa, die vierzig Jahre lang andauern sollte. Sie schrieb auch für das von der portugiesisch-angolanischen Feministin Lília da Fonseca herausgegebene Jornal-Magazine da Mulher und für die von Maria Lúcia Vassalo Namorado herausgegebene Zeitschrift Os Nossos Filhos. Insgesamt schrieb sie für über 25 verschiedene Publikationen. Daneben war Benoît eine produktive Komponistin. In all ihren Kompositionen spielte das Klavier die Hauptrolle, sei es als Soloinstrument oder zur Gesangsbegleitung. Viele ihrer Kompositionen waren modern, in einigen Fällen fast atonal, aber sie komponierte auch Musik für Kinder, die sich auf traditionellere Muster stützte, wie Lieder von Mozart und Beethoven. 1942 gehörte sie zusammen mit dem Dirigenten und Komponisten Fernando Lopes-Graça und Maria da Graça Amado da Cunha zu den Gründern der „Sonatengesellschaft“, die öffentliche Konzerte mit zeitgenössischer Musik veranstaltete. Die gleiche Gruppe gründete 1950 die Zeitschrift Gazeta Musical.
Benoît schloss sich dem Movimento de Unidade Democrática an, das 1945 als Sammelbewegung der Gegner des Estado Novo gegründet worden war, aber 1948 aufgelöst wurde, wahrscheinlich weil sie vom Partido Comunista Português dominiert wurde. 1948 arbeitete sie mit der neuen Grupo Dramático Lisbonense zusammen, einer von Manuela Porto geleiteten Amateurtheatergruppe, die sich größtenteils aus Mitgliedern eines Chores des Movimento zusammensetzte. Ende der 1960er Jahre schloss sie sich dem Movimento Democrático de Mulheres an, die 1968 gegründet wurde, um gegen die andauernden Kriege in den portugiesischen Kolonien zu protestieren, sich aber später zu einer Organisation zur Verteidigung der Frauenrechte entwickelte, die sich für gleichen Lohn bei gleicher Arbeit, den Zugang von Frauen zu allen Berufen, die Verlängerung des Mutterschaftsurlaubs, die kostenlose Mutterschaftsbetreuung in Krankenhäusern und später auch für die Entkriminalisierung der Abtreibung einsetzte. Auf dem ersten Kongress des Movimento Democrático de Mulheres im Jahr 1970 wurde Benoît in den Nationalen Rat gewählt.
Nach Forschungen der Musikwissenschaftlerin Helena Lopes Braga war Benoît verheimlicht lesbisch. Ihre engste Beziehung hatte sie demnach zu Gabriela Nemésio. Ihre Homosexualität machte das Leben im konservativen Portugal sehr schwierig, da sie sowohl von ihren kommunistischen Freunden als auch von der Gesellschaft im Allgemeinen verurteilt wurde.
Benoît starb 1990 und wurde posthum mit dem Ordem da Liberdade ausgezeichnet. Nach ihr sind mehrere Straßen und Plätze in Portugal benannt. Ihr literarischer und musikalischer Nachlass wurde zwischen der Biblioteca Nacional de Portugal, der Academia dos Amadores de Música und der Abteilung für Musikwissenschaften der Fakultät für Sozial- und Humanwissenschaften der Universidade Nova de Lisboa aufgeteilt.